# Manfred Koslowski

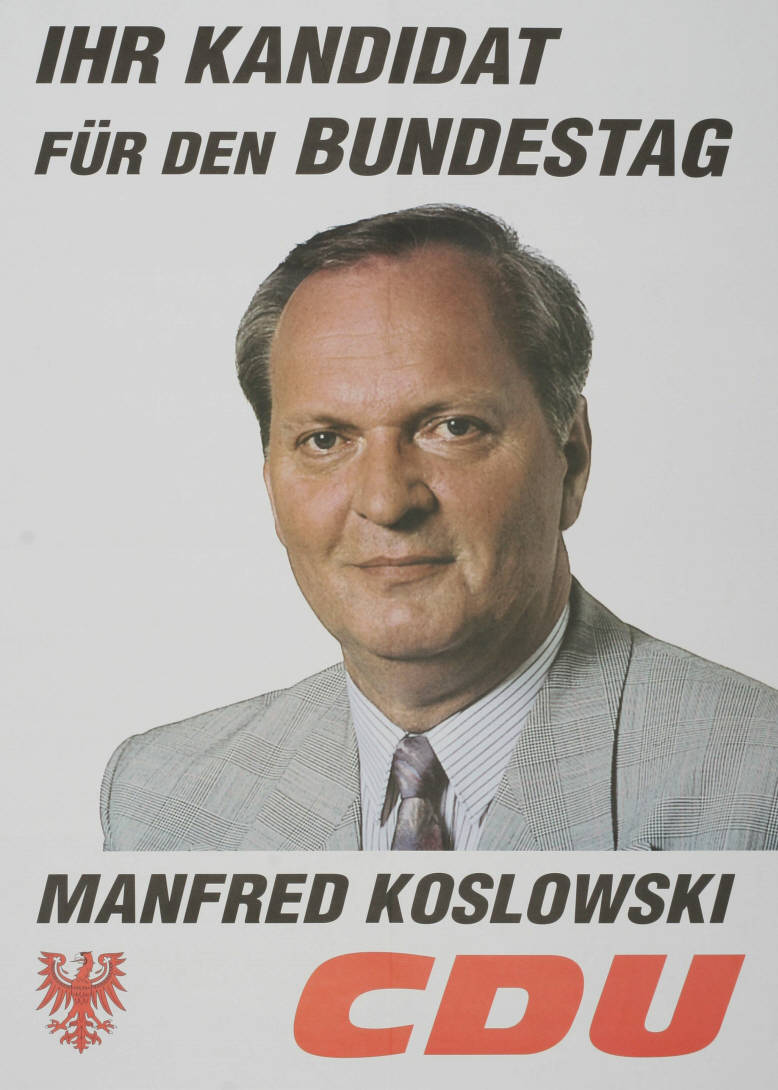
Kandidatenplakat zur Bundestagswahl 1994

Manfred Koslowski (* 18. Januar 1942 in Falkensee, Landkreis Osthavelland; † 8. Juli 2008) war ein deutscher Politiker (CDU).
Nach dem Schulabschluss Mittlere Reife 1958 und der Berufsausbildung als Kfz-Schlosser, die er 1961 beendete, machte Koslowski 1963 sein Abitur. Danach studierte er bis 1969 an der Technischen Universität Dresden und erlangte den Abschluss als Diplomingenieur. Von 1969 bis 1990 übte er eine mittlere technische Leitungstätigkeit im Maschinenbau aus.
Koslowski wurde 1968 Mitglied der CDU (DDR). 1990 bis 1993 war er Kreisvorsitzender in Nauen und Mitglied im Landesvorstand Brandenburg sowie ab 1994 Mitglied im Kreisverband Uckermark war. Vom 18. März bis zum 2. Oktober 1990 war er Mitglied der Volkskammer und gehörte dort dem Haushaltsausschuss an. Danach war er vom 3. Oktober bis zum 20. Dezember 1990 Mitglied des Deutschen Bundestages. Bei der Bundestagswahl 1990 gelang ihm der Wiedereinzug nicht, dafür war er ab 1991 Sekretär der CDU-Landesgruppe Brandenburg im Bundestag. Bei der Bundestagswahl 1994 gelang ihm der Einzug über die Landesliste Brandenburg.